# 金幼孜
金幼孜（1368年—1432年1月19日），名善，字幼孜，以字行，室號退庵，谥文靖，江西新淦徘山（今屬峡江县羅田鎮）人。明朝政治人物，官至武英殿大学士、礼部尚书。

## 生平

### 建文年间
江西鄉試第九名。建文二年（1400年）中进士。授户科给事中。

### 永乐年间
明成祖即位后，金幼孜改任翰林院检讨，与解缙等人一同入值文渊阁，再升为侍讲。当时，翰林院和坊局之臣在东宫讲书，都要先准备经义，由阁臣阅正后，上呈皇帝批览，然后才得以进讲。当时解缙讲《尚书》，杨士奇讲《易经》，胡广讲《诗经》；金幼孜讲《春秋》，他借此机会呈上《春秋要旨》三卷。
永乐五年（1407年），金幼孜升任右谕德兼侍讲，明成祖并传谕吏部，说在入值内阁的胡广、金幼孜等人已任满，不要改任他职。永乐七年，金幼孜随从明成祖到北京。第二年明成祖北征，金幼孜与胡广、杨荣随行。成祖銮驾驻陛清水源，适逢有泉水涌出，金幼孜献上铭，杨荣献上诗，明成祖都以最高等级给予慰劳。明成祖敬重金幼孜的文学才华，所过山川要害之地，都命他加以记载，金幼孜便在马鞍上当场起草。使者从瓦剌来，明成祖召金幼孜等人傍车舆而行，谈论敌方之事，对他很亲信和倚重。
北征期间，幼孜曾与胡广、杨荣和侍郎金纯迷路，陷于谷中。天黑时，金幼孜坠马，此时胡广、金纯二人已经去而不顾，杨荣为他结鞍再行。走了一会儿金幼孜又从马上坠下，杨荣便将自己的马让给他骑，第二天才到达行在。那天晚上，明成祖派出十几名使者追寻找杨荣和金幼孜，但都没有找到。他们回来后，明成祖十分高兴。此后成祖每次北征，金幼孜都随从，他还撰写了《前北征录》和《后北征录》。永乐十二年，金幼孜受命与胡广、杨荣等人编纂《五经四书性理大全》，并升为翰林学士。永乐十八年，金幼孜与杨荣一同任文渊阁大学士。
永乐二十二年（1424年），金幼孜随从明成祖北征，途中士兵疲惫，明成祖向群臣询问对策，无人敢回答，只有金幼孜说不宜深入，明成祖不听。到达开平时，明成祖对杨荣、金幼孜说：“朕两次梦见神仙说上帝好生，这是什么祥瑞？”杨荣、金幼孜回答说：“陛下此举，固然是为了除暴安民。然而火烧昆仑，玉石俱毁，希望陛下留意。”明成祖同意他们的意见，当即命他们起草诏书，诏谕蒙古各部落。大军回到榆木川时，明成祖逝世。中官马云等人不知所措，只能与杨荣、金幼孜进入御幄商议。两人则称，部队现在在外，离京师尚远，应该秘不发丧。以礼入敛、熔锡为椑，载置于舆中。而每日的进膳则如常，但日益严厉军令，使人无法预测。杨荣到京师报丧，金幼孜护梓宫返回。

### 洪熙、宣德年间
明仁宗即位，金幼孜被任为户部右侍郎兼文渊阁大学士。不久加封为太子少保兼武英殿大学士。同年十月，仁宗命金幼孜、杨荣、杨士奇在承天门外共同记录囚犯的罪状。明仁宗诏令法司，审查重案囚犯必须会同金幼孜、杨荣、杨士奇三位学士一齐办理。明仁宗御临西角门阅览廷臣们制诰，对三学士说：“你们三人和蹇义、夏原吉两位尚书，都是先帝留下来的旧臣，朕正依赖你们来辅佐。朕曾见前代君王不喜欢听直言，即便是一向亲信的人，也惧怕主威而顺从旨意，缄默不言以取悦君王。贤良之臣的话不被采纳，便会退而闭口。朕与诸位爱卿应当深以此为戒。”金幼孜等人叩头致谢。洪熙元年（1425年），金幼孜升任礼部尚书，仍兼大学士、翰林学士，食三职俸禄。金幼孜不久请求回家探母。第二年，他母亲去世。
明宣宗即位后，诏令金幼孜恢复原职，命他修撰明成祖、明仁宗两朝实录，充任总裁官。宣德三年（1428年），金幼孜持节到宁夏，册封庆府郡王妃。他经过各地时，都询问军民疾苦，回来后上奏明宣宗，宣宗都赞许而采纳。不久，金幼孜随从明宣宗巡视边境，经过鸡鸣山时，明宣宗说：“唐太宗仗势英武征辽时，曾经过此山。”金幼孜回答说：“唐太宗不久便后悔此次战役，因此修建了悯忠阁。”明宣宗说：“此山在元顺帝时崩塌了，成为元朝灭亡的征兆。”金幼孜回答说：“顺帝是亡国之主，即使山不崩，国家也一定会灭亡。”宣德六年十二月十六日（1432年1月19日），金幼孜去世，终年六十四岁。追赠少保，谥号“文靖”。
金幼孜为人平易，沉默寡言，心胸开阔。虽很受皇帝宠信，但他自己更加谦虚。他给自己起居之室命名为“退庵”。他病重时，家人嘱咐他请求身后之恩，但金幼孜不听，说：“这是君子不齿的行为。”

## 著作
著有《北征錄》及《後北征錄》。后人集其遗文辑成《文靖公全集》。